# 踊り食い

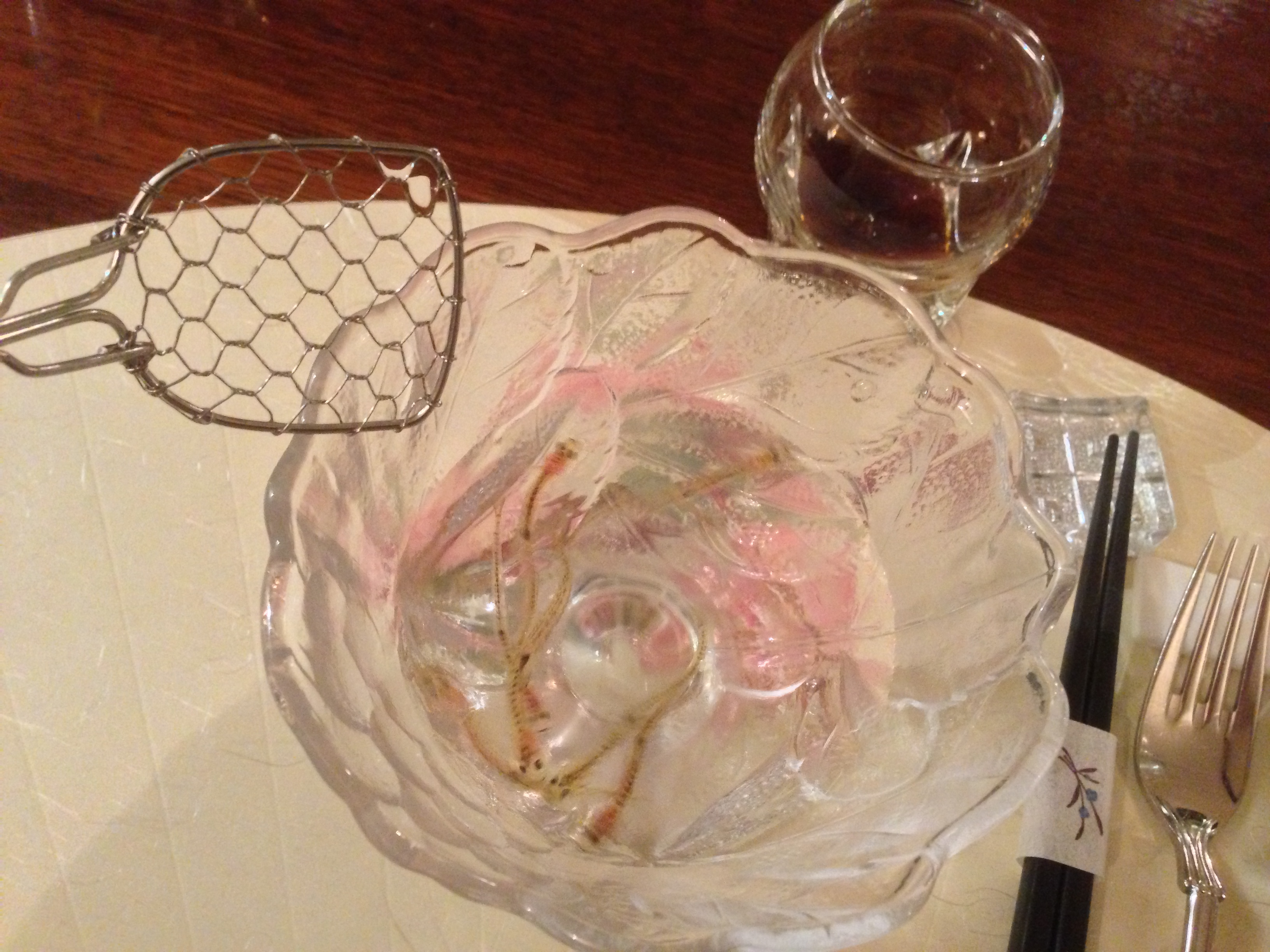
シロウオの踊り食い

踊り食い（おどりぐい）は、魚介類を生きたまま食べること。そのまま食べるほか、大きさなどの問題があるものは、刺身のようにわずかな調理を施す場合もある。
一般にいう魚の活き造り（活け造り）も、料理店によって踊り食いと称することがある。活きたまま食べる場合であっても、ウニ、ホヤ、カキなど食材に動きがないものは踊り食いとは言わない。

## 踊り食いの例
以下のようなものがよく知られている。
- イカ

生きたイカをイカそうめんのように刺身にして食べる。
- タコ

とくに脚をぶつ切りやスライスして食べる。口の中で吸盤が貼り付くことがある。韓国ではテナガダコのぶつ切りを食する郷土料理があり、サンナクチと呼ばれる。
- アワビ、トコブシ

一口サイズの小さい貝をそのまま食べる。網焼きなどをした際に貝が身をよじらせる様を踊りととらえ、そのように生きたまま焼くことを踊り食いと称することもある（下記のエビも同様）。踊り焼き・残酷焼きなどともいう。
- エビ

甘エビなどの小さなエビを、生きたまま尾の殻をむいて食べる。イセエビやクルマエビなどの大きなものでも行う。
- ホタルイカ

捕らえたままの姿で食べる。または脚のみを切って食べる。
- シロウオ

捕らえたままの姿で食べる。北陸地方の地方名では「イサザ」といい酢醤油などで食べる（標準和名がイサザの魚種とは異なる）。

## 踊り食いの問題点
上記のもののうち、特にホタルイカやシロウオなどは丸ごと食べるため、衛生当局により寄生虫感染の注意が呼びかけられている。ドジョウなどの淡水魚を生食した場合、顎口虫症に罹患して重大な症状を引き起こす危険がある。
また、オーストラリアのニューサウスウェールズ州（シドニーなど）では、活き造りや中華料理のエビの踊り喰いなどは「動物に対する残虐な行為」として罰せられる対象となるためできない。
ユダヤ教やイスラム教では、生きたままの動物を食べることは禁じられている。